# 贺锦斋
贺锦斋（1901年—1928年9月22日），原名贺文绣，土家族，生于湖南桑植县洪山关。湘鄂边革命武装创建人之一。

## 生平
1919年，加入堂兄贺龙的部队。1926年，跟随贺龙参加北伐战争，担任国民革命军第九军第一师团长、代理旅长。四一二政变后，在共产党的领导下，贺龙整编国民革命军第20军，贺锦斋担任第一师师长，是国民革命军最年轻的师长之一。1927年，率领第一师随贺龙参加南昌起义，南征途中加入中国共产党。10月，南昌起义军于汤坑大败，因与总指挥部失去联系，被迫率领20军两个师投降。同年底，贺锦斋根据中国共产党的指示，赴湖北组织开展游击武装斗争。
1928年，与周逸群、贺龙会合，返回湘西地区组建工农武装，成立湘鄂边工农革命军，担任红四军第一师师长。随贺龙到桑植、石门、鹤峰一带开展革命活动，创建湘鄂西革命根据地。8月5日，贺锦斋来到石门。9月初，他率部队一昼夜急行军180里，袭击了澧县大堰趟、王家厂一带的团防武装。9月15日，他又率队捣毁了石门泥沙团防局。9月22日，与石门县挨户团在距泥沙北的风响坡发生激战，他靠前指挥，因脑部中弹而阵亡，时年27岁。